# Keith Trask
Keith Charles Trask est un rameur néo-zélandais né le 27 novembre 1960 à Hastings.

## Biographie
Keith Trask participe à l'épreuve de quatre sans barreur aux Jeux olympiques d'été de 1984 à Los Angeles avec comme partenaires Les O'Connell, Shane O'Brien et Conrad Robertson. Les quatre Néo-Zélandais sont sacrés champions olympiques.